# Pakistan International 2017
Die Pakistan International 2017 im Badminton fanden vom 9. bis zum 12. November 2017 in Islamabad statt.

## Sieger und Platzierte
| Disziplin    | Gold                           | Silber                                   | Bronze                         |
| ------------ | ------------------------------ | ---------------------------------------- | ------------------------------ |
| Herreneinzel | Lê Đức Phát                    | Emre Lale                                | Rizwan Azam                    |
| Herreneinzel | Lê Đức Phát                    | Emre Lale                                | Muhammad Irfan Saeed Bhatti    |
| Dameneinzel  | Mahoor Shahzad                 | Hasini Nusaka Ambalangodage              | Sehra Akram                    |
| Dameneinzel  | Mahoor Shahzad                 | Hasini Nusaka Ambalangodage              | Thi Phuong Thuy Tran           |
| Herrendoppel | Rizwan Azam Sulehri Kashif Ali | Muhammad Irfan Saeed Bhatti Azeem Sarwar | Le Thanh Lam Quang Dinh Tran   |
| Herrendoppel | Rizwan Azam Sulehri Kashif Ali | Muhammad Irfan Saeed Bhatti Azeem Sarwar | Muhammad Atique Awais Zahid    |
| Damendoppel  | Palwasha Bashir Khizra Rasheed | Sehra Akram Huma Javeed                  | Sara Mohmand Saba Rasheed      |
| Damendoppel  | Palwasha Bashir Khizra Rasheed | Sehra Akram Huma Javeed                  | Mahoor Shahzad Saima Waqas     |
| Mixed        | Dipesh Dhami Shova Gauchan     | Ratnajit Tamang Nangsal Tamang           | Waqas Ahmed Saima Waqas        |
| Mixed        | Dipesh Dhami Shova Gauchan     | Ratnajit Tamang Nangsal Tamang           | Bishnu Katwal Sunayana Mukhiya |